# Fryderyk Henryk Lewestam

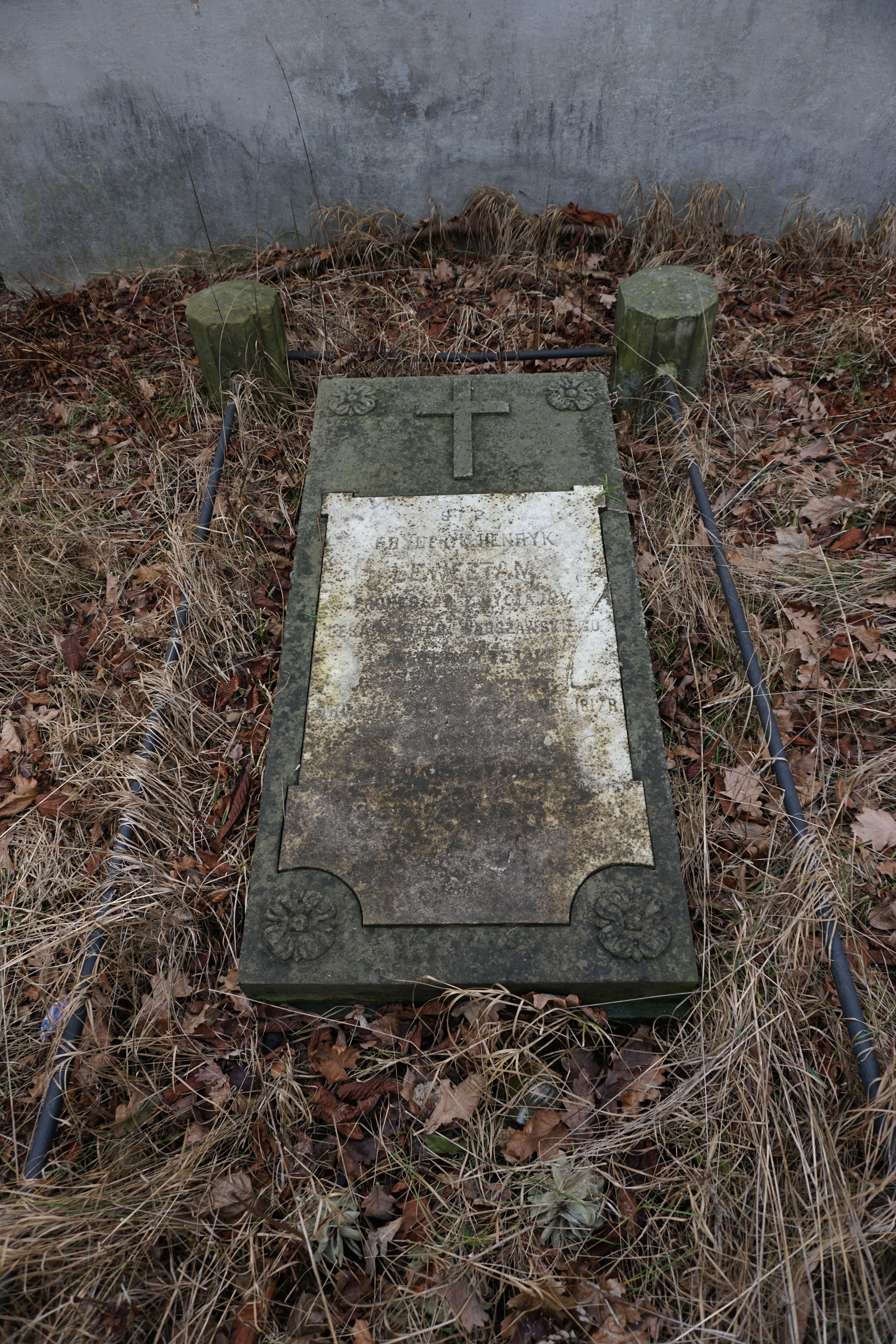
Grób Fryderyka Henryka Lewestama na cmentarzu ewangelicko-augsburskim w Warszawie

Fryderyk Henryk Lewestam (ur. 23 stycznia 1817 w Hamburgu, zm. 23 grudnia 1878 w Warszawie) – polski krytyk literacki, dziennikarz i historyk literatury. Profesor warszawskiej Szkoły Głównej. Z pochodzenia Duńczyk.
Studiował w Berlinie w latach 1836–1839 i w Paryżu (1839-1841), gdzie spotkał się z Juliuszem Słowackim. Tłumaczył na język polski, ale również z polskiego na niemiecki (np. Nie-Boską komedię Krasińskiego). W 1841 roku rozpoczął współpracę z prasą warszawską. Był założycielem „Roczników Krytyki Literackiej” (w latach 1842–1843 również ich wydawcą), w latach 1844–1847 współredagował „Gazetę Warszawską”, 1861–1866 „Przyjaciela Dzieci” (do 1865 roku był redaktorem naczelnym tego tygodnika), a także w 1875 wydawanych przez Lewentala „Kłosów”.
Był autorem licznych prac krytycznoliterackich, które zebrał m.in. w tomie Obraz najnowszego ruchu literackiego w Polsce (1859). Redagował hasła, przede wszystkim literackie, w wydawanej od 1859 r. Encyklopedii powszechnej S. Orgelbranda. Od 1864 r. wykładał literaturę powszechną w Szkole Głównej, a następnie na Uniwersytecie Warszawskim. W latach 1863–1866 opublikował pierwszą w Polsce oryginalną Historię literatury powszechnej w 4 tomach.
Został pochowany na Cmentarzu Ewangelicko-Augsburskim w Warszawie (aleja 3, grób 5).

## Publikacje
- Pierwotne dzieje Polski (1841)[4].
- Obraz najnowszego ruchu literackiego w Polsce (1859)[5].
- Historia literatury powszechnej, 4 t. (1863-1866)[6][7][8][9].
- Słowianie, ich religia i mowa. Czasy przedchrześcijańskie (1867).
- Krótki rys historii literatury polskiej (1867)[10].